# Calumet Park
Calumet Park é uma aldeia localizada no estado americano de Illinois, no Condado de Cook.

## Demografia
Segundo o censo americano de 2000, a sua população era de 8516 habitantes.
Em 2006, foi estimada uma população de 8031, um decréscimo de 485 (-5.7%).

## Geografia
De acordo com o United States Census Bureau tem uma área de 3,0 km², dos quais 2,9 km² cobertos por terra e 0,1 km² cobertos por água.

## Localidades na vizinhança
O diagrama seguinte representa as localidades num raio de 8 km ao redor de Calumet Park.